# Mostowiec

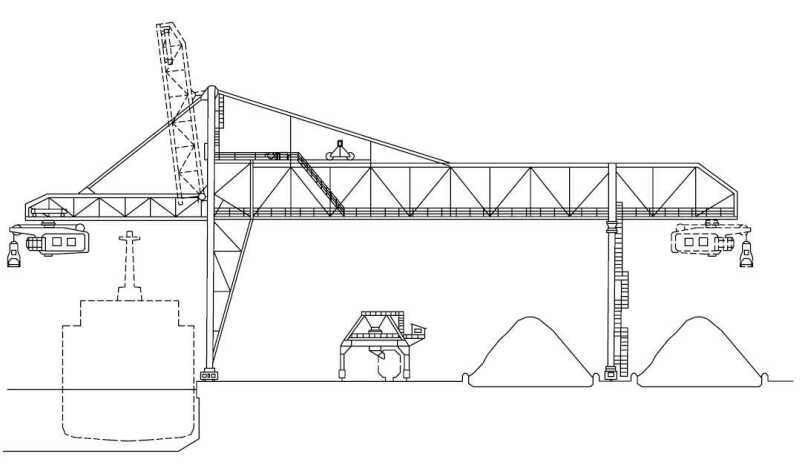
Mostowiec

Mostowiec, most przeładunkowy – jedno z największych urządzeń dźwigowych, stosowane najczęściej w portach do przeładunku surowców masowych (rudy, węgla itp.).
Składa się z ustroju stalowego, kratownicy (zwanej wysięgnicą) o rozpiętości nawet powyżej 100 m, wspartej z jednej strony na podporach połączonych na sztywno, a z drugiej na podporach wahliwych, wyposażony w zwodzony wysięgnik ułatwiający manewry statkom. Wysięgnik stanowi również przedłużenie wysięgnicy. Na wysięgnicy jest podwieszony przejezdny, obrotowy żuraw chwytakowy. Podpory wyposażone są w układ jezdny szynowy umożliwiający przejazd całego urządzenia wzdłuż nabrzeża.